# 不宣誓教士
不宣誓教士又译反抗派教士、拒宣誓派教士（法語：insermentés / clergé réfractaire / prêtres réfractaires）指在法国大革命中拒绝按照1790年法国《教士的公民组织法》宣誓效忠国家而不是教皇的教士。这些教士在《嫌疑犯法令》的判断下被认为是叛国者，一部分被杀害或被迫流亡或被驱逐出境，另一部分则选择留下并在转入地下的教会中活动，以完成他们的卫道使命。

## 缘起

### 大革命中的反天主教趋势
法国大革命是第三等级对天主教教职人员和贵族阶级主宰的社会秩序的反抗。天主教教会作为旧制度的主要部分首当其冲，成为革命的对象。从革命初起，议会就采取了种种手段，对天主教会进行制裁。最早的措施当属1789年至1790年间，取消教会对平民征收的什一税，以及立法禁止教徒进行修行圣愿（立誓献身天主）等等。

### 教士的公民组织法
1790年7月12日通过的《教士的公民组织法》进一步确立了法国天主教教士的世俗性质。法案规定所有的天主教教会都隶属于国民制宪议会。所有的法国主教管区和堂区都被重组、削减；主教和本堂神父需要分别由行省和地区的选民（不论是否是教民）选出。按法案中规定，所有教职人员，包括主教、神父等都是国家的雇员，向国家领取薪金，且不得担任市长等公职。主教不再由教皇指定授职，而由大主教进行授职。教皇只是“所有教会名义上的总领”。主教祝圣之前，须要宣读“表示其将尽力于为自己管区中的教民服务，忠诚于国家、法律和国王，其持有的所有权力来源于国家议会所制定并被国王认可的宪法之庄严誓言”。本堂神父在每周日的弥撒之后也必须在区议会在场的情况下进行相同的起誓。拒绝这样做的教士则将会被解职，另择人选代替。
1790年11月27日，制宪议会通过《教士宣誓法》（Serment civique），要求全体天主教教士就任教职时必须宣誓向民族、法律和国王效忠。经路易十六批准，该法1791年初开始执行。1791年4月13日，教皇庇护六世发出通简告，要求尚未宣誓的教士拒绝宣誓，并要求所有已宣誓者在四十日内撤回誓言。简告宣称所有自行选举的主教和神父为无效，其后的主教祝圣则为渎圣行为。这则简告在法国被禁止发表，但仍在私底下被大规模传播。尽管许多已宣誓的教士撤回了誓言，但这一事件已经造成了法国教会的分裂。宣誓过的教士是少数派，被称为“宣誓派”或“宪政派”；多数教士（包括几乎所有主教和半数本堂神父）拒绝宣誓，被称为“不宣誓派”或“反抗派”。大革命和罗马教廷的对立已无法避免。

### 1792年的镇压行动
法国教会的决裂在普通法国民众中造成了极大影响。由于大部分不宣誓的教士属于反对大革命的阵营，同情革命的第三等级群体，包括大部分信仰天主教的农民、手工艺者、资产家、商人等都开始反对不宣誓的教士。在接下来的大半年中，教士宣誓的问题在法国社会各阶层引发了广泛争论，令整个法国社会造成巨大分裂。当时的下塞纳省主教路易·夏里叶·德·拉罗什作为大革命的同情者，观察到：“人们笃信那些煽动性的偏见，即便其中最善意者的可信性也无法保证；到处都有人散布传播着对最温和的信徒的尖刻言论和憎恶情绪，仅仅因为后者选择了与他们不同的阵营。”
1792年，对反抗教士的镇压行动开始蔓延。1791年11年29日和1792年5月27日，法国国王路易十六分别反对了两项法令通请。其一是禁止不宣誓教士的信教自由，其二是允许在20人以上的联名揭发（在“难以明晰的情况下”则只需一人揭发）下解除反抗教士的国籍。1792年6月开始，各地已经有零星的逮捕行动。而随着路易十六在8月10日的革命中被起义民众逮捕，议会与王廷彻底对立，第一波针对反抗教士的屠杀也同步展开。最早在7月，已经有数起杀害教士的事件，其中甚至包括1789年《人权和公民权宣言》的起草者之一。8月26日，估计约有75000名教士被勒令在“限期15日内离开法国”。

## 朱安党叛乱和恐怖统治
1793年，为了应对大不列颠王国、西班牙王国、普鲁士王国、俄罗斯帝国和哈布斯堡君主國（奥地利）对抗法国革命政府的联盟，国民公会在2月24日通过了对全国的征兵法令。征兵法在西部特别是旺代地区遭到了最强烈的反抗。作为闭塞落后的农村，旺代地区的人民更依赖坚定的天主教信仰，而对革命的新思想并不热忱。教会在当地的影响力极大。《教士的平民组织法》出台后，不宣誓教士受到当地人的庇护，而外来的立宪派教士受到排斥。旺代人认为，只有本来的（大多是不宣誓教士的）神父才可能拯救他们的灵魂，而不是向巴黎共和政府宣誓的神父。1792年开始，革命政府对不宣誓教士的逮捕和驱逐使得旺代人对新政府产生不满；而新的征兵令成为了暴动的导火索。在意图复辟的流亡贵族与不宣誓教士的支持之下，旺代农民组织了声称四万大军，反抗巴黎共和政府 。反抗军的领袖是坚定的教徒，以被不宣誓派主教授予了的圣心胸章为标志，号召了大量虔诚的旺代平民。战争中，教士对士兵士气的鼓舞也起到了极大的作用。
巴黎政府将战争归咎为流亡贵族和不宣誓教士的煽动。《山岳报》（Journal de la Montagne）曾在1793年6月作出评论：“数以千计的法国人，被血腥的神职人员和骄傲的贵族所迷惑和误导，攻击他们的兄弟和朋友，那些为他们赢得了自由的人。”1793年3月叛乱开始后，吉伦特派掌权的共和政府就下达了命令，要求所有公民有责任协助捉拿已被驱逐的不宣誓教士。不宣誓教士一经逮捕，则直接送入军事法庭，在二十四小时内处死。6月之后，雅各宾派上台，罗伯斯比尔为首的公民委员会开始推行恐怖统治。10月的法令强调，窝藏协助不宣誓教士者，与之同罪。1789年旺代地区的760名本堂神父中，有247名没有流亡的不宣誓教士，叛乱结束后统计共有123人死亡，将近半数。
同一时间，处在恐怖统治之下的巴黎，也顺势推行了去基督教政策。1793年11月的法令禁止了神职人员参与公职活动，各地的教堂被关闭或重建以作他用，其中的宗教性书籍、工艺品和饰品被有组织地焚毁。